# Gylfiliten-Gilde
Die Gylfiliten-Gilde (manchmal auch nur als die Gylfiliten bezeichnet) ist eine um 1976 in Krefeld entstandene neuheidnische Glaubensgemeinschaft mit ariosophischer Ausrichtung. Das Mitteilungsblatt der Vereinigung hieß abgeleitet vom Skaldenmet Odrörir – Wiedergeburt der germanischen Religion. Seit den späten 1990er Jahren sind keine Aktivitäten der Gemeinschaft mehr nachweisbar.

## Geschichte
Die Gylfiliten wurden 1976 von Wolfgang Kantelberg (Pseudonym: „Bruder Wali“) gegründet als Abspaltung des größten deutschen Germanenverbandes, der Goden. Kantelberg war in den 1960er Jahren Mitglied der NPD, trat aber wieder aus, weil sie ihm „zu links“ war, schloss sich dann der Aktion Widerstand an und wurde danach Mitglied der Volkssozialistischen Bewegung Deutschlands/Partei der Arbeit. Für die Gemeinschaft entwickelte Kantelberg eine kultische Geheimsprache, die sich an alten Sprachformen des Deutschen orientiert und „Diutisk“ genannt wird.

## Inhaltliches Profil
Die Gylfiliten sind benannt nach dem mythischen skandinavischen König Gylfi und bezeichnen sich als eine religiöse Vereinigung, die ihr Leben „nach den Lehren der Edden“ ausrichten. Die Gylfiliten-Gilde pflegt ein germanisches Neuheidentum mit starken Anklängen an nationalsozialistisches Gedankengut wie die Blut-und-Boden-Ideologie und Rassismus. Juden, Zeugen Jehovas, Freimaurern und anderen ist die Aufnahme in die Gemeinschaft verwehrt. Adolf Hitler wird als Heiliger verehrt, der eine kommunistische Weltdiktatur „nachweislich verhindert“ habe. Gemeinsam mit Arminius und dem Namensgeber Gylfi wird er in die Liste der im Kampf Getöteten eingereiht, die in Walhalla fortleben. Die Gemeinschaft beruft sich auf ein historisches rassistisches Germanenbild in Anlehnung an völkische Organisationen vor 1933. Die jüdisch-christliche Tradition mit ihrem Monotheismus und ihrem Egalitarismus wird kategorisch abgelehnt.

## Einordnung
Stefan von Hoyningen-Huene ordnet die Gylfiliten zu den völkisch-religiösen Gruppen, die in unterschiedlicher Weise ariosophische, deutschgläubige und neogermanische Vorstellungen verbinden. Die Gylfiliten verbanden demnach nordisch-mythologische Vorstellungen wie das Ragnarök mit buddhistischen Elementen und, so Hoyningen-Huene, „anderen esoterischen Ideen, wie“ Hanns Hörbigers parawissenschaftlicher Welteislehre.
Hugo Stamm ordnet die Gylfiliten als neuheidnische Religionsbewegung ein. Kantelbergs Gruppe verortet er als Teil einer Bewegung neuheidnischer Gruppen, die sich immer mehr der Astrologie und sonstiger Esoterik zugewandt hätten.

## Dokumentationen
- Martin Papirowski, Klaus Schellschmidt: Aus der Serie „Esoterik heute“: Wotans Wiederkehr. Mundus, 1990 (45 min)